# Jun Tanaka
Jun Tanaka (japanisch 田中 淳 Tanaka Jun; * 1. September 1983 in der Präfektur Saitama) ist ein ehemaliger japanischer Fußballspieler.

## Karriere
Tanaka erlernte das Fußballspielen in der Universitätsmannschaft der Shobi-Universität. Seinen ersten Vertrag unterschrieb er 2006 bei Thespa Kusatsu. Der Verein spielte in der zweithöchsten Liga des Landes, der J2 League. Für den Verein absolvierte er 170 Ligaspiele.